# SK Slavia Praha
Sportovní klub Slavia Praha – fotbal (Sports Club Slavia Prague – Football, phát âm [ˈslaːvɪja ˈpraɦa]), có tên thông dụng là Slavia Praha hay Slavia Prague là một câu lạc bộ bóng đá chuyên nghiệp của Séc tại Prague. Ra đời vào năm 1892, đây là đội bóng giàu thành tích thứ hai tại Cộng hòa Séc kể từ khi nước này độc lập vào năm 1993.
Đội bóng thi đấu tại Czech First League, giải đấu cao nhất tại Cộng hòa Séc. Họ chơi trận derb Praguey với Sparta Prague, một địch thủ quan trọng tại nền bóng đá Séc. Slavia đã giành 20 danh hiệu, nhiều cúp bóng đá Séc và Cúp Mitropa vào năm 1938. Câu lạc bộ đã giành 7 chức vô địch quốc gia kể từ khi giải vô địch quốc gia Séc ra đời vào năm 1993. Họ cũng từng tiến tới vòng bán kết của Cúp UEFA 1995–96 và giành vé dự vòng bảng UEFA Champions League 2007–08 lần đầu tiên trong lịch sử đội bóng. Năm 2019, Slavia lọt vào tứ kết của UEFA Europa League 2018–19 và cũng giành vé dự vòng bảng UEFA Champions League 2019–20 lần thứ hai trong lịch sử. Họ một lần nữa tiến tới trận bán kết Europa League ở mùa giải 2020–21.
Ngoài đội hình bóng đá nam, Slavia Prague còn có đội dự bị, đội trẻ và đội bóng đá nữ.

## Lịch sử hoạt động

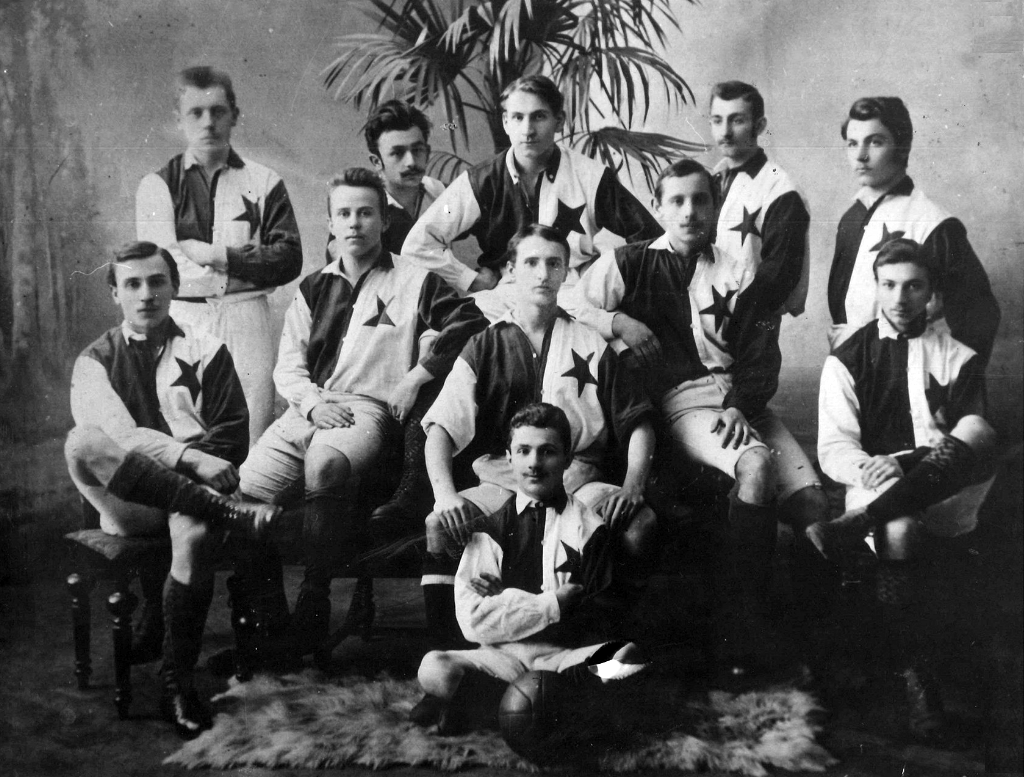
Đội hình SK Slavia Prague vào năm 1901

Slavia được thành lập vào ngày 2 tháng 11 năm 1892 bởi các sinh viên trường y tại Vinohrady, Prague, với mục đích là ra đời một câu lạc bộ thể thao nhằm tăng cường hoạt động thể chất của sinh viên. Lúc đầu câu lạc bộ chỉ chú trọng vào đạp xe, rồi mở rộng ra địa hạt bóng đá vào năm 1896. Ngày 25 tháng 3 năm đó, Slavia giành chiến thắng trận đầu tiên trước AC Prague với tỉ số 5–0. 4 ngày sau, Slavia chơi trận tái đấu Sparta Prague, kết thúc với kết quả hòa 0–0, trận đấu này được xem là khởi đầu cho sự kình địch giữa hai đội bóng. Năm 1905, huấn luyện viên người Scotland và cựu cầu thủ của Celtic là Jake Madden đã mang những chiến thuật và góc nhìn mới về bóng đá từ quê nhà của ông đến câu lạc bộ. Ông đã thiết lập nên kỷ nguyên vàng đầu tiên cho câu lạc bộ kéo dài tới 25 năm. Dưới thời Madden Slavia giành chiến thắng 134 trận đấu tại giải quốc nội trong tổng số 169 trận, và 304 trận thi đấu quốc tế trong tổng số 429 trận từ năm 1905 đến 1930. Năm 1930, Madden giải nghệ tại Slavia và bóng đá chuyên nghiệp ở tuổi 66, mặc dù ông vẫn sống tại Prague trong suốt quãng đời còn lại.

## Lịch sử tên gọi
- 1892 – SK ACOS Praha (Sportovní klub Akademický cyklistický odbor Slavia Praha)
- 1893 – SK Slavia Praha (Sportovní klub Slavia Praha)
- 1948 – Sokol Slavia Praha
- 1949 – ZSJ Dynamo Slavia Praha (Základní sportovní jednota Dynamo Slavia Praha)
- 1953 – DSO Dynamo Praha (Dobrovolná sportovní organizace Dynamo Praha)
- 1954 – TJ Dynamo Praha (Tělovýchovná jednota Dynamo Praha)
- 1965 – SK Slavia Praha (Sportovní klub Slavia Praha)
- 1973 – TJ Slavia Praha (Tělovýchovná jednota Slavia Praha)
- 1977 – TJ Slavia IPS Praha (Tělovýchovná jednota Slavia Inženýrské průmyslové stavby Praha)
- 1978 – SK Slavia IPS Praha (Sportovní klub Slavia Inženýrské průmyslové stavby Praha)
- 1991 – SK Slavia Praha (Sportovní klub Slavia Praha – fotbal, a.s.)

## Cầu thủ

### Đội hình hiện tại
Tính đến 16 tháng 4 năm 2021
Ghi chú: Quốc kỳ chỉ đội tuyển quốc gia được xác định rõ trong điều lệ tư cách FIFA. Các cầu thủ có thể giữ hơn một quốc tịch ngoài FIFA.
| Số | VT | Quốc gia     | Cầu thủ                          |
| -- | -- | ------------ | -------------------------------- |
| 1  | TM | Cộng hòa Séc | Ondřej Kolář                     |
| 2  | HV | Cộng hòa Séc | David Hovorka                    |
| 3  | HV | Cộng hòa Séc | Tomáš Holeš                      |
| 4  | HV | Bờ Biển Ngà  | Simon Deli (mượn từ Club Brugge) |
| 5  | HV | Đan Mạch     | Alexander Bah                    |
| 6  | HV | Cộng hòa Séc | David Zima                       |
| 7  | TV | România      | Nicolae Stanciu                  |
| 9  | TV | Nigeria      | Peter Olayinka                   |
| 11 | TĐ | Cộng hòa Séc | Stanislav Tecl                   |
| 12 | TĐ | Sénégal      | Abdallah Sima                    |
| 13 | TM | Cộng hòa Séc | Jan Stejskal                     |
| 14 | TĐ | Hà Lan       | Mick van Buren                   |
| 15 | HV | Cộng hòa Séc | Ondřej Kúdela                    |
| 16 | TĐ | Cộng hòa Séc | Jan Kuchta                       |

| Số | VT | Quốc gia     | Cầu thủ                           |
| -- | -- | ------------ | --------------------------------- |
| 17 | TV | Cộng hòa Séc | Lukáš Provod                      |
| 18 | HV | Cộng hòa Séc | Jan Bořil (thủ quân)              |
| 19 | TV | Liberia      | Oscar Dorley                      |
| 20 | TV | Cộng hòa Séc | Michal Beran                      |
| 23 | TV | Cộng hòa Séc | Petr Ševčík                       |
| 25 | TV | Slovakia     | Jakub Hromada                     |
| 27 | TV | Bờ Biển Ngà  | Ibrahim Traoré                    |
| 28 | TV | Cộng hòa Séc | Lukáš Masopust                    |
| 29 | TĐ | Bahrain      | Abdulla Yusuf Helal               |
| 30 | HV | Ukraina      | Taras Kacharaba (mượn từ Liberec) |
| 31 | TM | Cộng hòa Séc | Přemysl Kovář                     |
| 32 | TV | Cộng hòa Séc | Ondřej Lingr                      |
| 34 | TM | Cộng hòa Séc | Matyáš Vágner                     |
| 41 | TV | Cộng hòa Séc | Denis Višinský                    |

### Cho mượn
Ghi chú: Quốc kỳ chỉ đội tuyển quốc gia được xác định rõ trong điều lệ tư cách FIFA. Các cầu thủ có thể giữ hơn một quốc tịch ngoài FIFA.
| Số | VT | Quốc gia     | Cầu thủ                             |
| -- | -- | ------------ | ----------------------------------- |
| —  | TM | Slovakia     | Martin Vantruba (tại Nordsjælland)  |
| —  | TĐ | Croatia      | Petar Musa (tại Union Berlin)       |
| —  | HV | Cộng hòa Séc | Jakub Jugas (tại Liberec)           |
| —  | HV | Cộng hòa Séc | Ondřej Karafiát (tại Liberec)       |
| —  | HV | Bờ Biển Ngà  | Mohamed Tijani (tại Liberec)        |
| —  | TV | Cộng hòa Séc | Jan Matoušek (tại Liberec)          |
| —  | TV | Cộng hòa Séc | Patrik Hellebrand (tại SFC Opava)   |
| —  | HV | Cộng hòa Séc | Laco Takács (tại Mladá Boleslav)    |
| —  | TV | Cộng hòa Séc | Tomáš Malínský (tại Mladá Boleslav) |
| —  | HV | Cộng hòa Séc | Jaroslav Zelený (tại FK Jablonec)   |
| —  | HV | Cộng hòa Séc | Lukáš Pokorný (tại Bohemians 1905)  |

| Số | VT | Quốc gia     | Cầu thủ                           |
| -- | -- | ------------ | --------------------------------- |
| —  | HV | Cộng hòa Séc | Daniel Kosek (tại Bohemians 1905) |
| —  | HV | Cộng hòa Séc | Tomáš Vlček (tại Jihlava)         |
| —  | TV | Cộng hòa Séc | Lukáš Červ (tại Jihlava)          |
| —  | TM | Cộng hòa Séc | Jakub Markovič (tại Vlašim)       |
| —  | TV | Cộng hòa Séc | Jakub Křišťan (tại Vlašim)        |
| —  | TĐ | Cộng hòa Séc | Matěj Jurásek (tại Vlašim)        |
| —  | TM | Cộng hòa Séc | Martin Otáhal (tại Vyšehrad)      |
| —  | TV | Cộng hòa Séc | Michal Vaněk (tại Vyšehrad)       |
| —  | TV | Cộng hòa Séc | Jan Vejvar (tại Vyšehrad)         |
| —  | HV | Cộng hòa Séc | Filip Prebsl (tại Žižkov)         |
| —  | TV | Cộng hòa Séc | Vojtěch Šilhan (tại Varnsdorf)    |

## Kỷ lục của cầu thủ tại giải vô địch quốc gia Séc
Tính đến 30 tháng 1 năm 2021.
| #  | Tên             | Số trận |
| -- | --------------- | ------- |
| 1  | Milan Škoda     | 214     |
| 2  | David Hubáček   | 199     |
| 3  | Radek Černý     | 193     |
| 4  | Jaromír Zmrhal  | 187     |
| 5  | Karel Piták     | 176     |
| 6  | Jiří Lerch      | 175     |
| 7  | Stanislav Vlček | 168     |
| 7  | Martin Latka    | 168     |
| 9  | Radek Bejbl     | 167     |
| 10 | Lukáš Došek     | 154     |

| # | Tên             | Số bàn thắng |
| - | --------------- | ------------ |
| 1 | Milan Škoda     | 77           |
| 2 | Stanislav Vlček | 44           |
| 3 | Tomáš Došek     | 40           |
| 4 | Robert Vágner   | 38           |
| 4 | Pavel Kuka      | 38           |
| 6 | Karel Piták     | 34           |
| 7 | Tomáš Souček    | 31           |
| 8 | Pavel Horváth   | 27           |
| 9 | Pavel Fořt      | 26           |
| 9 | Jaromír Zmrhal  | 26           |

### Giữ sạch lưới nhiều nhất
| # | Tên           | Số trận giữ sạch lưới |
| - | ------------- | --------------------- |
| 1 | Radek Černý   | 86                    |
| 2 | Ondřej Kolář  | 54                    |
| 3 | Jan Stejskal  | 42                    |
| 4 | Martin Vaniak | 39                    |

## Kỷ lục của câu lạc bộ
- Chiến thắng đậm nhất: Fenerbahçe 1–10 Slavia Prague (1923)

### Kỷ lục tại giải vô địch quốc gia Séc
- Vị trí cao nhất: hạng 1 (1995–96, 2007–08, 2008–09, 2016–17, 2018–19, 2019–20)
- Vị trí thấp nhất: hạng 13 (2013–14)
- Chiến thắng sân nhà đậm nhất: Slavia Prague 9–1 Slovácká Slavia Uherské Hradiště (1995–96)
- Chiến thắng sân khách đậm nhất: Příbram 1–8 Slavia Prague (2016–17)
- Thất bại sân nhà đậm nhất: Slavia Prague 0–7 Teplice (2013–14)
- Thất bại sân khách đậm nhất: Ostrava 5–0 Slavia Prague (1998–99)